# Mordheim
Mordheim est un jeu de stratégie avec figurines édité par Games Workshop, appartenant à la gamme « Spécialist Games ». Il a été créé au fil des publications du magazine White Dwarf. Quand les règles ont été complétées, elles furent publiées dans un recueil. Une version « boîte du jeu » a été publiée en 1999, contenant le recueil des règles, deux sets de figurines (humains contre skavens) et des décors en carton. Depuis cette publication, des extensions ont vu le jour, corrigeant les inégalités et introduisant de nouvelles bandes.
Le jeu se déroule pendant une guerre civile de l'Empire à partir de l'année impériale 1999, environ 500 ans avant le temps présent de la chronologie de Warhammer.

## Histoire du jeu
Le jeu se déroule dans la cité de Mordheim dans le monde fantastique de Warhammer, plus précisément dans l'ancienne capitale éponyme de la province de l'Ostermark, située au nord-est de l'Empire. 
En l'an 1999 du Calendrier Impérial, l'Empire était déchiré par des luttes intestines, de nombreux prétendants se livrant à une guerre politique incessante pour le trône impérial. Alors qu'ils désespéraient, les citoyens de l'Empire virent approcher dans le ciel une comète à deux queues, symbole du dieu guerrier Sigmar. Les habitants du pays reconnurent dans cette comète le retour de leur dieu tutélaire. Lorsqu'il devint évident que la comète se dirigeait vers Mordheim, capitale de l'Ostermark,  la foule convergea de tout l'Empire pour assister au retour de la divinité et recevoir sa bénédiction. Mais les réjouissances précédant l'arrivée du dieu guerrier devinrent  de plus en plus débridées et malsaines, canalisant dans la cité tous les vices de l'Empire. Finalement, tel le courroux vengeur de Sigmar, la comète s'écrasa sur la ville, la détruisant presque entièrement. Tel un symbole de la puissance divine, seul le monastère des Sœurs de Sigmar, nommé "Le Roc", fut épargné par le déluge de feu et de roches. Restées fidèles aux préceptes de leur dieu, les Sœurs parvinrent à protéger de leurs prières l'édifice situé en plein cœur de la ville.
Alors que la poussière retombait, les quelques rescapés, hagards, contemplèrent le spectacle apocalyptique qui les entourait. Une partie de la cité avait été rasée jusqu'à ses fondations, défigurée à jamais par un gigantesque cratère. Le reste de la ville était en feu, une grande partie des bâtiments réduit à l'état de ruines fumantes. Alors que les survivants tentèrent de récupérer ce qui pouvait encore l'être, ils découvrirent d'étranges éclats de pierre. Le météore, pulvérisé lors de l'impact, avait répandu dans tout Mordheim une mystérieuse pierre verdâtre. Cette "pierre magique" semblait posséder des vertus incroyables. Mais elle apportait aussi maladie et déchéance.
La rumeur de ses pouvoirs extraordinaires finit par se répandre dans l'Empire et au-delà. Des seigneurs de toutes les races du Vieux monde commencèrent alors à dépêcher dans la cité des bandes de combattants pour récupérer le précieux minerai. La cité de Mordheim, désormais surnommée la Cité des Damnés, était à nouveau le théâtre de sombres événements et de luttes sanglantes.

## Principe du jeu
Mordheim est un jeu de figurines en tour par tour où deux joueurs s'affrontent et élaborent des stratégies pour vaincre leur adversaire dans une reproduction d'un combat de rue. Ils commandent à une bande constituée de 3 à 15 figurines montées et peintes par leurs soins. Ils peuvent choisir entre plusieurs types de bande (différentes groupes composés d'humains, d'orques, de skavens, de morts-vivants, etc.) et décider de la constitution de leur bande en engageant des hommes avec différentes compétences telles qu'archer, épéiste, etc.
Une bande de Mordheim est constituée de plusieurs types de personnages : les Héros, les Hommes de Main, et, parfois, les Francs-tireurs. 
Les Héros sont les meneurs de la bande et sont des guerriers indispensables. En effet, ils ont une marge de progression bien plus importante que les Hommes de Main (ils peuvent acquérir beaucoup plus de compétences et d'améliorations), ils peuvent, pour certains, faire de la magie, et leur puissance en fait des piliers. En outre, ils ont accès à un équipement plus varié que les Hommes de Main.
Les Hommes de Main sont les acolytes, les ailiers, parfois la piétaille de la bande. Ils composent le gros de l'effectif de la bande, et sont de types très variables. Ils peuvent gagner de l'expérience, mais nettement moins que les Héros. Néanmoins, il peut arriver qu'un Homme de Main devienne un Héros.
Les Francs-Tireurs sont des mercenaires qui peuvent rejoindre la bande pendant un temps. Contrairement aux autres personnages, ils exigent qu'on leur paie une solde (plus ou moins élevée, selon le type) à chaque partie qu'ils disputent avec la bande. Ils peuvent apporter un soutien, voire un bonus non négligeable. Par exemple, engager un cuisinier Halfling permet au joueur de recruter un guerrier de plus que la normale et donc de dépasser la taille maximale de sa bande. Parmi les Francs-Tireurs on compte également le garde du corps Ogre, le chevalier errant, le gladiateur, le tueur nain, le mage, etc.
Le système de jeu prévoit la possibilité de jouer des campagnes, pendant lesquelles il est possible de faire évoluer les bandes, notamment grâce à l'expérience gagnée au fil des parties qui permet de renforcer les caractéristiques des personnages (comme la force, l'endurance, l'initiative, etc.) ou encore de leur octroyer de nouvelles compétences.
Une partie de Mordheim se base généralement sur un scénario qui établit les modalités de jeu : zones de déploiement des bandes, objectifs, conditions de victoire et gains d'expérience. À la fin de la partie, les joueurs entament la séquence d'après bataille pendant laquelle ils effectuent plusieurs opérations :
- blessures : les joueurs comptabilisent les figurines qui ont été mises hors de combat et lancent les dés pour savoir ce que subissent les personnages (Exemples : Œil Crevé, Folie, Horribles Balafres, etc.). Chaque résultat induit des conséquences différentes : baisse des compétences de combat, perte d'équipement, etc.
- expérience : en fonction de l'expérience gagnée pendant le jeu par les personnages, les joueurs vérifient lesquels d'entre eux peuvent évoluer. Ils lancent alors les dés sur le tableau d'évolution pour voir ce que gagnent les personnages concernés.
- exploration : les joueurs cherchent des fragments de pierre magique, principale source de revenus des bandes, sur le lieu de l'affrontement.
- recrutement : les joueurs achètent de nouveaux membres pour leurs bandes.
- vente de la pierre magique
- enrôlement de Francs-Tireurs et achat de matériel.

Au fur et à mesure d'une campagne, chaque bande va donc évoluer différemment.
La table de jeu rassemble des décors miniatures représentant généralement une portion de la ville en ruine ou, grâce à l'extension, des forêts et des routes. Il est possible d'acheter des décors dans des boutiques spécialisées, mais la plupart des joueurs préfèrent les réaliser eux-mêmes pour obtenir une table plus personnalisée et moins cher.

## Les différentes bandes
Une gamme complète de figurines a été créée pour représenter l'ensemble des bandes présentées dans le livre de règles et les différents suppléments du jeu. Soutenue dans un premier temps par Games Workshop, l'équipe de Fanatic a assuré le suivi de la gamme pour plusieurs nouvelles bandes, avant de passer le relai aux Spécialist Games. La production de figurines spécifiques pour Mordheim s'interrompt en mai 2013, avec l'arrêt des Spécialist Games.

### Bandes officielles
- Le Culte des Possédés (Livre de Règles)
- Les Répurgateurs (Livre de Règles)
- Les Sœurs de Sigmar (Livre de Règles)
- Les Morts Vivants (Livre de Règles)
- Les Skavens (Livre de Règles)
- Reiklanders (Livre de Règles)
- Middenheimers (Livre de Règles)
- Marienburgers (Livre de Règles)
- Orques & Gobelins (Mordheim Annual 2002)
- Chasseurs de Trésors Nains (Mordheim Annual 2002)
- Ostlanders (Mordheim Annual 2002)
- Averlanders (Mordheim Annual 2002)
- Kislévites (Mordheim Annual 2002)
- Hommes-bêtes (Empire en Flammes)
- Kermesse du Chaos (Empire en Flammes)
- Guerriers Fantômes (site GW)

### Bandes supplémentaires apparues dans le magazineTown Cryer
- Elfes Noirs
- Hommes-lézards
- Amazones
- Nordiques
- Bretonniens
- Pirates du Reik
- Clan pestilens
- Gardiens des tombes
- Gladiateurs
- Tiléens
- Hauts elfes
- Elfes sylvains
- Maraudeurs du Chaos
- Moines de batailles de Cathay
- Mangeur d'Homme
- Tueur Nains
- Gobelins